# 코퍼 복스

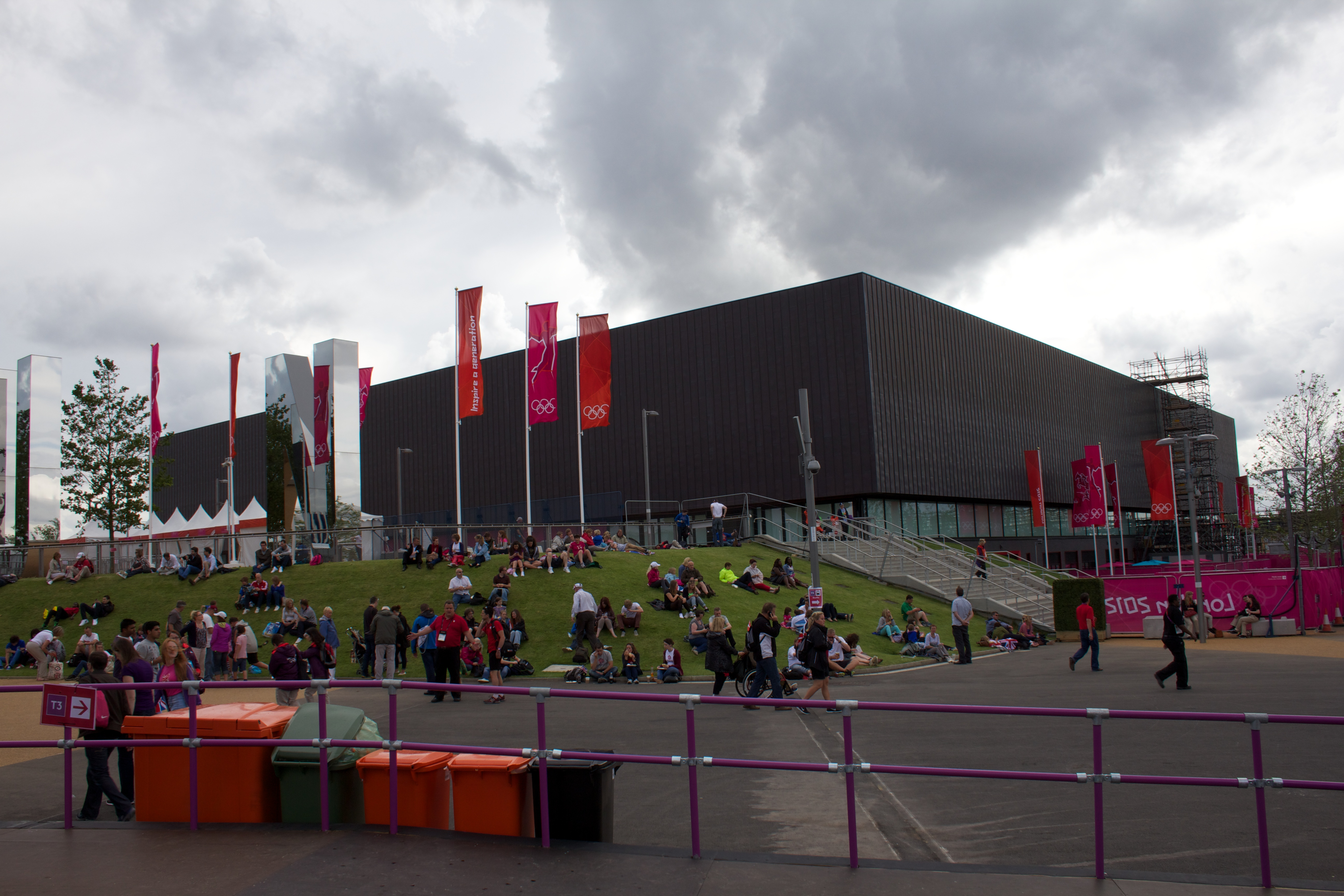
코퍼 복스

코퍼 복스(영어: Copper Box)는 2012년 하계 올림픽이 열린 다목적 경기장이다. 영국 런던 올림픽 공원 안에 있으며, 전에는 핸드볼 아레나로 불렸다.